# Krida
Krida (von mittellateinisch crida „öffentlicher Ausruf, Zusammenrufen [der Gläubiger]“, zum Verb cridare „schreien“, in Liechtenstein Konkurs) ist ein Straftatbestand im österreichischen und liechtensteinischen Strafgesetzbuch (StGB). Er entspricht in etwa dem deutschen Bankrott. Das Gesetz unterscheidet zwischen betrügerischer und fahrlässiger Krida.

## Betrügerische Krida
Nach § 156 StGB (Österreich, Liechtenstein) wird wegen betrügerischer Krida (Liechtenstein: Betrügerischer Konkurs) mit Freiheitsstrafe von sechs Monaten bis zu fünf Jahren bestraft, wer die Befriedigung eines seiner Gläubiger durch die Verheimlichung oder Verringerung seines Vermögens vereitelt oder schmälert. Falls der Schaden durch die Tat 300.000 Euro übersteigt (in Liechtenstein: „besonders grossen Schaden“), beträgt die Strafe ein bis zehn Jahre. Erforderlich ist mithin ein Erfolg, d. h. ein Forderungsausfall bei einem Gläubiger. Der Täter wird seltener als „Kridatar“ bezeichnet.

## Fahrlässige Krida
Das Strafmaß für die fahrlässige Krida betrug gemäß § 159 StGB (Österreich, Liechtenstein) bis zu zwei Jahren beziehungsweise drei Jahren, sofern durch die Tat die Volkswirtschaft erschüttert oder die wirtschaftliche Existenz vieler Menschen erheblich beeinträchtigt wird. Der entsprechende § 159 wurde in Österreich im August 2000, in Liechtenstein 2007 geändert auf „Grob fahrlässige Beeinträchtigung von Gläubigerinteressen“, wodurch z. B. verspätete Anmeldung der Insolvenz oder unverhältnismäßige Kreditaufnahme für sich kein Straftatbestand mehr sind. Sie können jedoch weiterhin als kridaträchtige Handlung eingestuft werden.